# Letnie Igrzyska Paraolimpijskie 1984
VII Letnie Igrzyska Paraolimpijskie odbyły się w dniach 17–30 czerwca w Nowym Jorku oraz 22 lipca–1 sierpnia w Stoke Mandeville. W USA startowało 45 państw, natomiast w Wielkiej Brytanii 41 państw. W Stanach zostało rozegranych 300 konkurencji w 15 dyscyplinach, a w Wielkiej Brytanii 603 konkurencje w 10 dyscyplinach. Igrzyska otworzyli Ronald Reagan, prezydent Stanów Zjednoczonych oraz Karol Mountbatten-Windsor, książę Walii. Głównym stadionem igrzysk w Stanach był Mitchel Athletic Complex, natomiast w Wielkiej Brytanii Stoke Mandeville Stadium.

## Dyscypliny
- łucznictwo
- lekkoatletyka
- boccia
- kolarstwo
- jeździectwo
- piłka siedmioosobowa
- goalball
- bowls
- podnoszenie ciężarów
- strzelectwo
- snooker
- pływanie
- tenis stołowy
- siatkówka
- koszykówka na wózkach
- szermierka na wózkach
- zapasy

## Tabela medalowa
| Klasyfikacja medalowa |                   |       |        |      |       |
| Lp.                   | Państwo           | złoto | srebro | brąz | razem |
| 1                     | Stany Zjednoczone | 136   | 131    | 129  | 396   |
| 2                     | Wielka Brytania   | 107   | 112    | 112  | 331   |
| 3                     | Kanada            | 87    | 82     | 69   | 238   |
| 4                     | Szwecja           | 80    | 43     | 34   | 130   |
| 5                     | Niemcy Zachodnie  | 79    | 76     | 74   | 229   |
| 6                     | Francja           | 71    | 69     | 45   | 185   |
| 7                     | Holandia          | 55    | 51     | 28   | 134   |
| 8                     | Australia         | 49    | 54     | 51   | 154   |
| 9                     | Polska            | 46    | 39     | 21   | 106   |
| 10                    | Dania             | 30    | 13     | 16   | 59    |